# Bröderna Limbourg
Bröderna Limbourg, även de Limbourg, var tre nederländska konstnärer, Pol, Jean och Hermant, brorsöner till målaren Johan Maelwael. De föddes omkring 1385-1387 och dog 1416 i pesten.
Pol de Limbourg upptog influenser från Italien, dit han gjorde en studieresa. Omkring 1402-03 var Pol och Jaan Limoburg anställda hos Filip den djärve för vilken de utförde bokmålningarna Très belle et notable Bible och 1411 var alla tre bröderna anställda hos hertig Johan av Berry.
Bröderna är framför allt ihågkomna för sina illuminationer i bönboken Les Très Riches Heures du Duc de Berry utförda för hertigen av Johan av Berrys räkning. I bilderna framträder för första gången i konsthistorien människor i vardagliga sysslor. Les Très Riches Heures väcker associationer om en tid av ridderlighet och hövisk kärlek.
Vid sidan av Hubert och Jan van Eyck kom bröderna Limbourgs konst att innebära genombrottet för det realistiska måleriets genombrott norr om alperna.

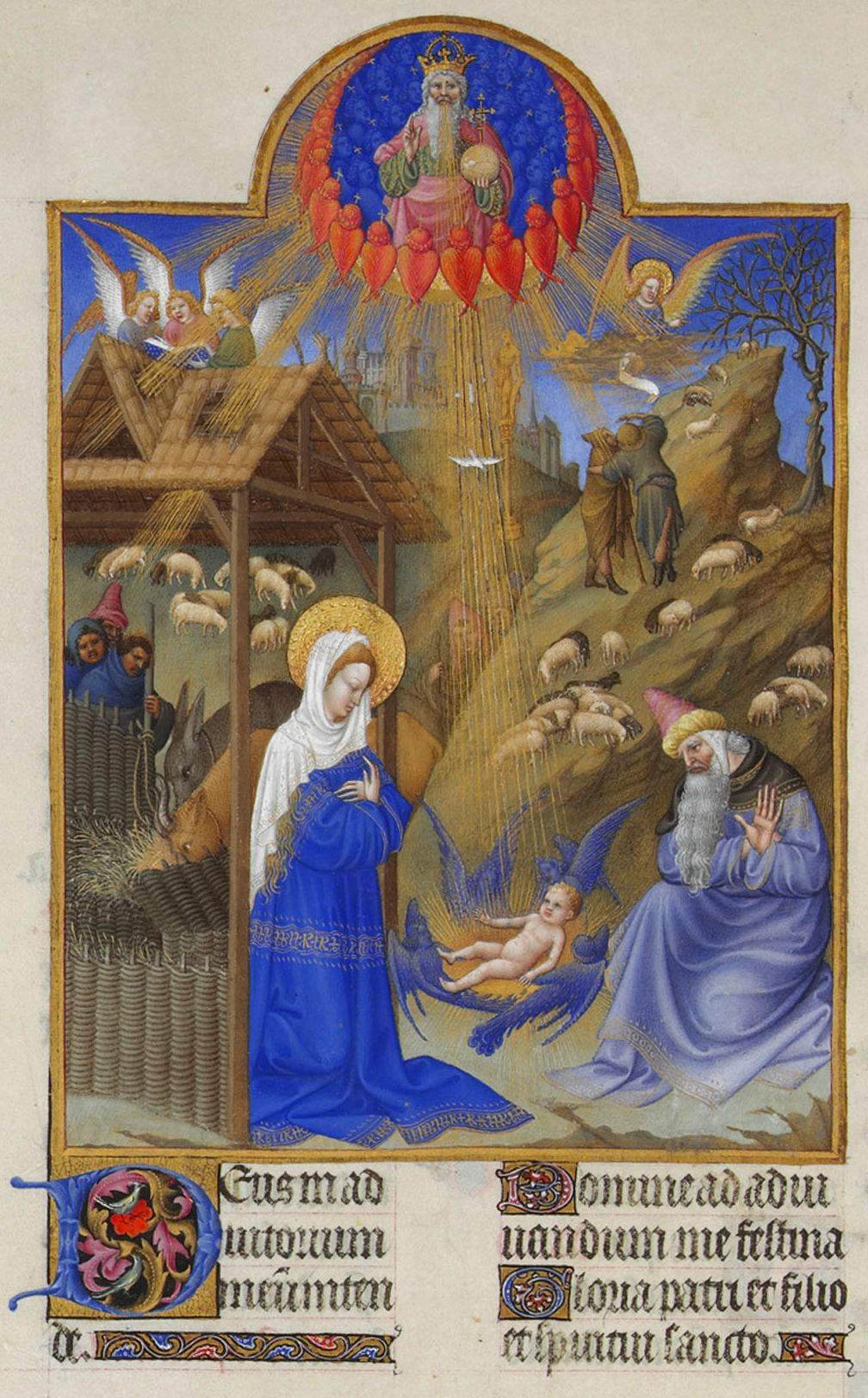
Les Très Riches Heures du Duc de Berry – Jesu födelse